# Chapelle-d'Huin
Chapelle-d'Huin är en kommun i departementet Doubs i regionen Bourgogne-Franche-Comté i östra Frankrike. Kommunen ligger i kantonen Levier som tillhör arrondissementet Pontarlier. År 2022 hade Chapelle-d'Huin 534 invånare.

## Befolkningsutveckling
Antalet invånare i kommunen Chapelle-d'Huin
Referens:INSEE